# Call of Duty: Warzone 2.0
Call of Duty: Warzone 2.0 é um jogo eletrônico de battle royale grauito desenvolvido pela Infinity Ward e Raven Software para PlayStation 4, PlayStation 5, Windows, Xbox One e Xbox Series X/S. É uma sequência de Call of Duty: Warzone de 2020. O jogo faz parte do Call of Duty: Modern Warfare II de 2022, mas não requer a compra do título mencionado. Foi introduzido durante a Temporada 1 do conteúdo de Modern Warfare II. O jogo apresenta jogabilidade multiplataforma e um novo modo de extração chamado DMZ. 
Warzone 2.0 foi oficialmente revelado pela Activision no evento Call of Duty Next em 15 de setembro de 2022, foi lançado em 16 de novembro de 2022 e faz parte de um único iniciador de jogo cruzado conhecido como Call of Duty HQ.

## Jogabilidade
Semelhante ao seu antecessor, no modo de jogo principal de Warzone 2.0, é o Battle Royale, os jogadores competem em um mapa cada vez menor para ser o último jogador restante. Os jogadores saltam de pára-quedas em um grande mapa do jogo, onde encontram outros jogadores. À medida que o jogo avança e os jogadores são eliminados, a área jogável diminui, forçando os jogadores restantes a espaços mais apertados. Um novo recurso no Warzone 2.0, Circle Collapse, permite que vários círculos apareçam no mapa, que se fecham independentemente um do outro, antes de convergirem para uma única zona segura. Como o primeiro Warzone, após a morte, os jogadores são enviados para o "Gulag", uma arena de tamanho pequeno onde os jogadores mortos lutam entre si por uma chance de reaparecer no mapa. No Warzone 2.0, as partidas Gulag estão no formato 2v2 e às vezes podem incluir um combatente de IA chamado "o Carcereiro", que os jogadores podem caçar para adquirir uma chave e assim todos escaparem, além do método tradicional de vencer partidas Gulag. As moedas em dinheiro do jogo também retornam, permitindo que os jogadores comprem vários itens em várias estações de compra espalhadas pelo mapa, incluindo carregamentos personalizados com armas personalizadas e configurações de vantagens.
Os combatentes de inteligência artificial (IA) são apresentados com mais destaque no Warzone 2.0, pois defendem várias fortalezas ao longo do mapa principal. Os jogadores podem optar por entrar em combate com os inimigos da IA para tomar as fortalezas e obter acesso aos itens de pilhagem dentro delas.
Um novo modo de jogo de extração, chamado DMZ, também é apresentado no lançamento do Warzone 2.0. No DMZ, os jogadores lutam contra oponentes controlados por IA e controlados pelo jogador enquanto tentam extrair com o saque que encontraram dentro da área jogável (também conhecida como Zona de Exclusão). Os jogadores começam com um inventário limitado, que permite o armazenamento do saque extraído das partidas; o referido inventário pode ser expandido ao concluir missões de facção, permitindo mais slots de armas de carregamento garantidos ou a oportunidade de desbloquear armas básicas e recompensas cosméticas, utilizáveis em Warzone 2.0 e Modern Warfare II.
A ambientação do Warzone 2.0 é um mapa com tema de deserto intitulado Al Mazrah, que apresenta 18 pontos de interesse. Novas mecânicas de movimento incluem manto, mergulho e natação.
Além da progressão compartilhada com Modern Warfare II, Warzone 2.0 também apresenta progressão compartilhada entre plataformas e recursos sociais com Call of Duty: Warzone Mobile, um novo título Warzone feito exclusivamente para dispositivos móveis.